# К'яучі
К'яучі (італ. Chiauci) — муніципалітет в Італії, у регіоні Молізе,  провінція Ізернія.
К'яучі розташовані на відстані близько 160 км на схід від Рима, 27 км на північний захід від Кампобассо, 16 км на північний схід від Ізернії.
Населення — 244 особи (2014).
Покровитель — святий Юрій.

## Демографія
Населення за роками:

Станом на 1 січня 2023 року в муніципалітеті офіційно проживали 3 іноземці з 3 країн, серед них 1 громадянин країн Євросоюзу.

## Сусідні муніципалітети
- Чивітанова-дель-Санніо
- Песколанчіано
- П'єтраббонданте
- Сессано-дель-Молізе